# Анархія (міжнародні відносини)
У теорії міжнародних відносин анархія є концепцією про те, що світова система не має лідера: немає універсального державця або світового уряду. Не існує ніякої вищестоящої, примусової сили, яка може вирішувати спори, дотримувати закон, або організовувати систему, як у внутрішній політиці. У міжнародних відносинах анархія отримала широке визнання як відправна точка для їх дослідження.
У той час як деякі політологи використовують термін «анархія», щоб показати світ в хаосі, безладді або конфлікті, інші розглядають його просто як відображення порядку міжнародної системи — незалежні держави без центральної влади над ними.
Поняття анархії є основою для реалістичної, ліберальної, неореалістичної і неолібералістичної парадигм міжнародних відносин. Конструктивістська теорія ставить під сумнів, що анархія є фундаментальною умовою міжнародної системи; Олександр Вендт, найвпливовіший сучасний конструктивістський мислитель, є часто цитованим через те, що написав: «Анархія — це те, що держави роблять з неї». Тобто, анархія не притаманна міжнародній системі в тому, яким чином інші школи теорії МВ уявляють її, а скоріше являє собою конструкцію з станів у системі.

## Етимологія
Слово «анархія» буквально означає «без лідера». Слово об'єднує грецький префікс «а-» що не має значення, з індоєвропейським коренем «arkh», що означає «починатися» або «взяти на себе ініціативу». Воно запозичене з давньогрецької (ἀναρχία — анархія), що означає «відсутність лідера». В загальному вжитку анархія стала позначати як відсутність правителя, так і безлад, що для деяких пов'язано з відсутністю правителя. Кембриджський словник англійської мови визначає анархію, як «ситуацію, в якій немає організації та контролю, особливо в суспільстві, тому що немає ефективного уряду».

## Походження та історія терміна
Британському пацифісту Г. Лоуесу Дікінсону часто приписують означення «анархії» як терміна мистецтва у політології в його книгах: «Європейська анархія» (1916), «Війна: її природа, причини та ліки» (1923) і «Міжнародна анархія» (1926). Деякі стверджують, що Дікінсон використовує анархію в контексті, який не узгоджується з сучасними теоретиками МВ. Джек Доннеллі стверджує, що книга Філіпа Керра «Пацифізму недостатньо» (1935) першою приписала той же сенс і контекст терміну анархія, що сучасні теоретики міжнародних відносин.
Кеннет Уолц розпочав фундаментальну дискурсивну трансформацію в міжнародних відносинах у праці «Теорія міжнародної політики» (1979). Одне дослідження показало, що термін «анархія» з'явився в середньому 6,9 разів в книгах з міжнародних відносин до 1979 року, і вже 35,5 разів після 1979 р. Спеціальний випуск «Світової політики» в 1985 році і редаговане Роберта Кохейном зібрання «Неореалізм та його критика» (1986) широко зосереджені  на використанні анархії в поясненні Кеннета Уолца в міжнародній політиці. Анархія згодом стала принципово важливою в науці міжнародних відносин.

## Школи
У той час як три класичних школи думки в теорії міжнародних відносин та їх нео-аналоги (реалізм, неореалізм, лібералізм, неолібералізм і конструктивізм) згодні, що світова система є анархічною, вони відрізняються в своїх поясненнях того, як вони вважають, що держави повинні робити, і роблять, щоб впоратися з цією проблемою.

### Реалізм
Реалістична теорія міжнародних відносин стверджує, що держави є основними потужними гравцями на міжнародній арені. Реалісти відповідають анархічній світовій системі, припускаючи доктрину «самодопомоги», вважаючи, що вони можуть розраховувати ні на кого іншого, крім самих себе щодо власної безпеки. Вони стверджують, що в анархічній системі основним мотивом поведінки держави є виживання, який вони бачать у відносному вираженні; вважаючи, що підвищена безпека однієї держави обов'язково призведе до зниження безпеки інших. Таким чином, держави змушені постійно брати до уваги, що можуть мати більше могутності, ніж вони або планують отримати більше могутності і тому змушені робити те ж саме, що призводить до конкуренції і балансування. 
Згідно із класичним реалістом і мислителем Нікколо Макіавеллі, прагнення до більшої влади корениться в порочній людській природі, яка поширюється і на політичний світ, змушує держави постійно боротися, щоб збільшити свої можливості. Інший традиційний реаліст, Ганс Моргентау, стверджував, що «міжнародна політика — це боротьба за владу», «боротьба за владу універсальна в часі і просторі». 

Ключем до реалістичної парадигми є переконання, що влада повинна бути визначена в військовому плані. Реалізм стверджує, що військова міць швидше приведе держави до своєї кінцевої мети, будучи або гегемоном для наступальних реалістів, або до балансу сил для оборонних реалістів. У статті 1988  року «Анархія і межі співпраці» Джозеф Грико писав: «Для реалістів міжнародна анархія сприяє конкуренції і конфліктам між державами та перешкоджає їх готовності до співпраці, навіть якщо вони мають спільні інтереси». Таким чином, реалісти не бачать жодних підстав вважати, що держави можуть довіряти одна одній, і повинні покладатися тільки на самих себе (доктрина самодопомоги) в анархічній світовій системі. Забезпечуючи власну безпеку, держава автоматично підживлює ненадійність інших держав. Ця спіраль ненадійності відома як «дилема безпеки». 

### Неореалізм
Концепція реалістичної самодопомоги, як результат анархії, також служить основою для структурного реалізму або неореалізму. Неореалістів часто відносять до структуралістів, оскільки вони вважають, що велику частину важливого предмета міжнародної політики можна пояснити структурою міжнародної системи, і її центральним елементом — анархією. У той час як класичні реалісти, такі як Макіавеллі і Моргентау приписують політику могутності в першу чергу людській природі, неореалісти приписують анархії.
Ця ідея була вперше висунута Кеннетом Уолцем, в його неореалістичній праці «Людина, держава і війна», розгорнув в ній теорію міжнародної політики. Для Уолца, відсутність вищої влади, ніж держава в міжнародній системі означає, що держави можуть розраховувати тільки самі на себе для їх власного виживання, вимагаючи параноїдальної пильності і постійної підготовки до конфлікту. В «Людина, держава і війна» Уолц описує анархію як умову можливості або «припустимої» причини війни. Він стверджує, що «війни відбуваються, тому що немає нічого, для їх запобігання». Крім того, американський політолог Джон Герц стверджує, що міжнародна анархія забезпечує центральне місце боротьби за владу «навіть за відсутності агресії або подібних факторів», підкреслюючи, що інтереси і дії тієї чи іншої держави визначаються анархічною структурою самої міжнародної системи.

### Лібералізм
Реалізм і лібералізм погоджуються з тим, що міжнародна система є анархічною, і корислива держава є відправною точкою для обох теорій. Однак, на відміну від реалізму, лібералістські теорії стверджують, що міжнародні інститути здатні пом'якшити стримуючий вплив анархії на міждержавне співробітництво. Саме в цьому місці ці дві теорії розходяться.
У той час як теорія лібералізму визнає, що міжнародна система анархічна, вона стверджує, що цю анархію можна регулювати за допомогою різних інструментів, найголовніше: ліберальна демократизація, ліберальна економічна взаємозалежність і ліберальний інституціоналізм. Основною ліберальною метою є повністю взаємозалежний світ. Теорія лібералізму стверджує, що існування і поширення вільної торгівлі знижує ймовірність виникнення конфлікту, «економічно взаємозалежні держави не бажають брати участь у воєнних конфліктах через страх, що конфлікт зриває торгівлі та іноземні інвестиції і, таким чином, викликають витрати на супротивників». Лібералісти стверджують, що це не в інтересах країни, щоб йти на війну з державою, з якою її приватні економічні агенти здійснюють широкий обмін товарів і капіталу. 

Таким чином, для лібералів є надія на мир у всьому світі, навіть при анархії, якщо держави шукають точки дотику, формування союзів та інститутів для контролю світової могутності. Реалісти, як правило, вважають, що влада досягається за допомогою війни або загрози військових дій, і стверджують, що внаслідок силового захоплення системи не існує таких понять, як тривалі союзи або мир. Проте ліберальна думка, приписує більше влади загальним інститутам, ніж державам, а також враховує індивідуальні ознаки кожної держави, передбачаючи ідеї тривалих союзів, заснованих на загальних віруваннях та ідеях. Замість того, щоб зосередитися виключно на військовому виживанні держав, ліберали вважають, що загальні ідеї можуть привести держави до взаємозалежності, і таким чином усунути поняття союзів, як загрози суверенітету. Лібералізм підкреслює, що реальна влада для держав витікає із спільних ідей, таких як релігія, мова, економіка та політичні системи, які спонукатимуть держави створювати союзи між собою і стати взаємозалежними.
Це вчення влучно підсумоване Ральфом Енджеллом, лібералом Лондонської школи економіки, який стверджував: «Ми не можемо забезпечити стабільність існуючої системи шляхом політичної або військової переваги нашої країни або союзу, нав'язуючи свою волю супернику.»

### Неолібералізм
Неолібералізм, процес реалізації політичної ідеології лібералізму, прагне протистояти претензіям неореалістів, що державні інститути не можуть «пом'якшити стримуючі наслідки анархії у міждержавному співробітництві». Неолібералізм стверджує, що навіть в анархічній системі держав, співпраця може вийти за створення норм, режимів та інститутів. Неоліберальна думка проголошує, що «важливість і ефект» анархічного характеру міжнародної системи були перебільшені, і стверджує, що держави-нації, принаймні повинні, турбуватись перш за все про абсолютні вигоди, а не про відносні вигоди для інших національних держав.
Наприклад, реалісти та неореалісти припускають, що безпека є змагальним і відносним поняттям, в результаті чого «посилення безпеки для будь-якої держави означає втрату безпеки для іншої». Проте, ліберали стверджують, що держави повинні визнати, що безпека може бути спільною або колективною, в рамках якої держави можуть підвищити свою безпеку без зниження безпеки інших, або визнати, що безпека інших держав насправді може бути цінною для них. Таким чином, в той час як обидві теорії неолібералізму і неореалізму розглядають державу і її інтереси як центрального суб'єкта аналізу, неоліберальна аргументація зосереджена на тому, що держава отримає, тоді як неореалісти недооцінюють «можливі різновиди кооперативної поведінки в рамках… децентралізованої системи».

### Конструктивізм
Хоча концепція анархії є основою для реалізму, лібералізму, неореалізму і теорії неолібералізму міжнародних відносин, теорія конструктивізму вважає, що анархія не є фундаментальною умовою міжнародної системи. Олександр Вендт, найвпливовіший сучасний конструктивістський мислитель, часто цитується через написання того, що: «Анархія це те, що держави роблять з нею». Тобто, анархія не притаманна міжнародній системі в тому розумінні, яким чином інші школи теорії міжнародних відносин уявляють її, а скоріше являє собою конструкцію із станів в системі. В основі конструктивістського мислення лежить ідея про те, що, всупереч припущенням неореалізму і неолібералізму, багато ключових аспектів міжнародних відносин соціально конструюються (вони отримують свою форму за допомогою поточних процесів соціальної практики і взаємодії), а не є властивими. Вендтом перераховані два основних принципи конструктивізму:
- структури людського об'єднання визначаються в основному загальними ідеями, а не матеріальними силами
- ідентичність та інтереси основних акторів побудовані цими загальними ідеями, а не походять з їх природи
[18]

Крім того, у запозиченні ідей соціолога Ентоні Гідденса, Вендт передбачає, що агенти (в даному випадку держави) можуть впливати на зміст і наслідки певної структури (в даному випадку анархії) через, які вони діють. Періодом формування конструктивізму були 1980-і роки, коли неореалізм був домінуючим дискурсом міжнародних відносин. Таким чином, первісна теоретична робота конструктивізму фокусується на складних основних припущеннях неореалізму. Наприклад, в той час як неореалісти стверджують, що анархія спонукає держави діяти певним чином, то конструктивізм кидає виклик цьому припущенню, стверджуючи, що приписаний неореалістами акцент структурі недоречний, і що атрибути анархії невластиві, але побудовані на «соціальній практиці».
Конструктивісти, а саме Вендт, стверджують неореалістська «структура» на практиці не може передбачити «чи будуть дві держави друзями або ворогами, визнавати суверенітет один одного, мати династичні зв'язки, мати статус-кво і так далі». Вендт поширює на цій основі конструктивістські ідеї, стверджуючи, що анархія не має власної системи самодопомоги, і як держави реагують на анархію, залежить від того, яким чином вони сприймають її. Якщо, Вендт стверджує, держави можуть визнати, що безпека може бути кооперативною або колективною, в рамках якої держави можуть підвищити свою безпеку без зниження безпеки інших, визнаючи, що безпека інших держав насправді може бути цінною для них самих, анархія не призводила би до самодопомоги взагалі.
Таким чином, конструктивісти стверджують, що завдяки своїй практиці, держави можуть або зберегти цю культуру анархії або порушити її, в свою чергу, перевірити чи поставити під сумнів нормативну основу самої міжнародної системи. Для конструктивістів навіть можливо, що деякі, до цих пір невідомі способи поглянути на ситуацію, можуть виникнути у зв'язку з пристосуванням їх ідей про війну і соціально прийнятні реакції на різні ситуації.
Конструктивістські настрої підсумовуються в наступному уривку з тексту Вендта: «Анархія є тим, що держави роблять з неї».
«Я стверджую, що самодопомога і силова політика не утримують логічно або випадково від анархії і що якщо сьогодні ми перебуваємо в світі самодопомоги, то це пов'язано з процесом, а не структурою. Немає „логіки“ анархії, крім практики, яка створює та ілюструє одну структуру ідентичностей та інтересів, а не іншу, структура або випадкові сили не існують окремо від процесу. Самопоміч і могутність політики є інститутами, а не суттєвими рисами анархії. Анархія є тим, що держави роблять з неї».

### Критика, синтез та розширення
Багато вчених трактують традиційні парадигми міжнародних відносин як принципово проблематичні або занадто спрощені, щоб бути корисними. Девід Лейк, наприклад, стверджує, що «-ізми» ускладнили теоретичний прогрес, а не розширили його, і що вони повинні бути відкинуті. Гідеон Роуз ввів термін «неокласичний реалізм», щоб описати вчених, які прагнули збагатити неореалізм ідеями традиційного або класичного реалізму. Джон Х. Герц прагнув синтезувати реалізм і лібералізм в те, що він назвав «реалістичним лібералізмом». 